# Gratiot (Wisconsin)
Gratiot é uma vila localizada no estado norte-americano de Wisconsin, no Condado de Lafayette.

## Demografia
Segundo o censo norte-americano de 2000, a sua população era de 252 habitantes.
Em 2006, foi estimada uma população de 236, um decréscimo de 16 (-6.3%).

## Geografia
De acordo com o United States Census Bureau tem uma área de
1,5 km², dos quais 1,5 km² cobertos por terra e 0,0 km² cobertos por água.

## Localidades na vizinhança
O diagrama seguinte representa as localidades num raio de 16 km ao redor de Gratiot.